# Royal Photographic Society
 (avril 2022).
La Royal Photographic Society (Société royale de photographie) a été fondée au Royaume-Uni en 1853 pour « promouvoir l'Art et la Science de la photographie ».

## Histoire

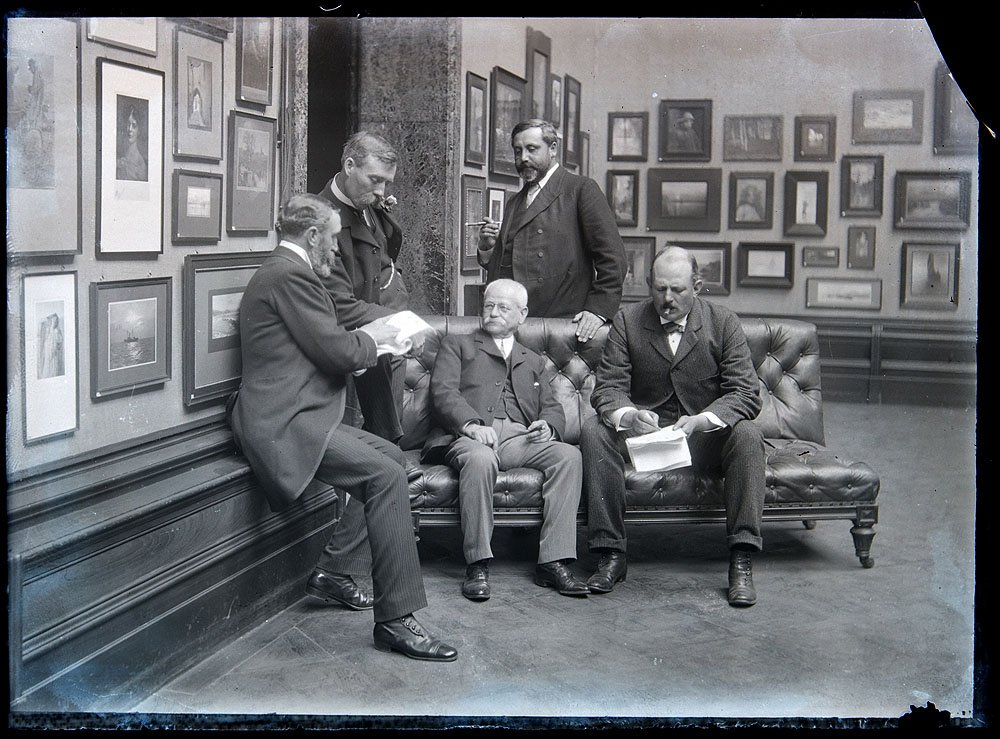
Membres de la Société en 1902.

### Fondation
Baptisée originellement The Photographic Society of London, les statuts sont déposés le 23 janvier 1853 à Londres, avec Roger Fenton comme secrétaire général. Cette initiative fut entre autres motivée par l'exposition de Londres de 1851, puis par « The Exhibition of Recent Specimens of Photography » qui se tint de décembre 1852 à janvier 1853 à la Royal Society of Arts et qui montra plus de 200 photographies.

### Mission et évolution
Son objectif premier était de « défendre et promouvoir l'art et la science de la photographie ».
En 1874, elle fut renommée The Photographic Society of Great Britain, puis, en 1894, elle prit son nom actuel.
Elle attribue différentes distinctions et organise des événements à travers le Royaume-Uni. La société détient un fonds de photographies historiques, de matériel et une bibliothèque qui sont en dépôt au National Media Museum à Bradford.
En 1910, Alfred Watkins reçut la médaille du progrès (RPS) de la société.
Vernon Harrison a été, entre 1974 et 1976, président de la Royal Photographic Society of Great Britain.

## Distinctions
La société peut attribuer certaines distinctions à ses membres :
- LRPS : Licentiateship of the Royal Photographic Society
- ARPS : Associateship of the Royal Photographic Society
- FRPS : Fellowship of the Royal Photographic Society

## Prix (sélection)

### Médaille du progrès
Elle est décernée depuis 1878 en reconnaissance d'une invention, d'une recherche, d'une publication ou de toute autre contribution ayant permis une avancée importante dans le développement scientifique ou technologique de la photographie ; elle est également assortie du titre de membre honoraire de la Société.
Quelques lauréats :
- 1878 : William de Wiveleslie Abney
- 1883 : Walter Bentley Woodbury
- 1884 : Josef Maria Eder
- 1897 : Gabriel Lippmann
- 1898 : Ferdinand Hurter et Vero Charles Driffield (en)
- 1900 : Louis Ducos du Hauron
- 1901 : Richard Leach Maddox
- 1902 : Joseph Swan
- 1903 : Frederic Eugene Ives
- 1905 : Paul Rudolph
- 1906 : Jules Janssen
- 1909 : Auguste et Louis Lumière
- 1910 : Alfred Watkins
- 1913 : Charles E. Mees
- 1924 : Alfred Stieglitz
- 1927 : George Eastman
- 1935 : Harold Dennis Taylor
- 1952 : Charles E. Mees
- 1957 : Edwin H. Land
- 1960 : Edward Steichen
- 1963 : Leopold Godowsky et Leopold Mannes (en)
- 1964 : Harold Edgerton
- 1974 : Man Ray
- 1975 : Beaumont Newhall
- 1979 : Bill Brandt
- 1981 : Norman Parkinson
- 1982 : Sue Davies
- 1993 : Lennart Nilsson
- 2006 : Ferenc Krausz
- 2007 : Larry Hornbeck
- 2008 : David Attenborough
- 2012 : Steven Sasson
- 2013 : Paul Corkum
- 2015 : George E. Smith
- 2016 : Palmer Luckey
- 2018 : Jacques Dubochet, Joachim Frank et Richard Henderson
- 2020 : Chuck Hull
- 2021 : Katie Bouman

### FRPS honoraire
Ce prix distingue des personnalités qui ont, par leur position ou leurs réalisations, un lien intime avec la science de la photographie ou bien son art.
Quelques lauréats : George Pollock, Don McCullin, Bob Moore, Bill Wisden, Barry Senior, Robert Doisneau, Willy Ronis, Jean Dieuzaide, Elliott Erwitt, Marc Riboud, Mario Giacomelli, Martin Parr, Yann Arthus-Bertrand, René Burri, Sally Mann, Sunil Gupta, Tom Stoddart.

### Centenary Medal
Depuis 1993, cette médaille est attribuée « en reconnaissance de contributions soutenues et significatives à l'art de la photographie. »  Son récipiendaire est également FRPS honoraire.

#### Liste des lauréats
- 1993 : Sebastião Salgado
- 1994 : Cornell Capa
- 1995 : Robert Delpire
- 1996 : Freddie Young
- 1997 : non décernée
- 1998 : Josef Koudelka
- 1999 : William Klein
- 2000 :  Ray Metzker (en)
- 2001 : Paul Caponigro
- 2002 : Elliott Erwitt
- 2003 : Special anniversary medals awarded[6]
- 2004 : Arnold Newman
- 2005 : David Bailey
- 2006 : Susan Meiselas
- 2007 : Don McCullin
- 2008 : Martin Parr
- 2009 : Annie Leibovitz
- 2010 : Albert Watson
- 2011 : Terry O'Neill
- 2012 : Joel Meyerowitz
- 2013 : Brian Griffin
- 2014 : Steve McCurry
- 2015 : Wolfgang Tillmans
- 2016 : Thomas Struth
- 2017 : Hiroshi Sugimoto
- 2018 : Nan Goldin
- 2019 : Sophie Calle
- 2020 : Sally Mann
- 2021 : Bruce Davidson
- 2022 : Destiny Deacon
- 2023 : Ralph Gibson

### Prix Vic Odden
Créé en l'honneur du marchand Vic Odden, ce prix est attribué à un photographe anglais de moins de 35 ans.
- 1999 : Paul Lowe
- 2000 : Harriet Logan
- 2001 : Paul Smith
- 2002 : Donovan Wylie
- 2002 : Hannah Starkey
- 2004 : Adam Broomberg et Oliver Chanarin
- 2005 : Tom Craig
- 2006 : Stephen Gill
- 2007 : Simon Roberts
- 2008 : Alixandra Fazzina
- 2009 : James Mollison
- 2010 : Olivia Arthur
- 2011 : Venetia Dearden
- 2012 : Laura Pannack
- 2013 : Kate Peters
- 2014 : Jon Tonks
- 2015 : Matilda Temperley
- 2016 : Chloe Dewe Mathews
- 2017 : Jack Davison
- 2018 : Juno Calypso
- 2019 : Alix Marie
- 2020 : Daniel Castro Garcia
- 2021 : Sylvia Rossi
- 2022 : Carly Clarke